# Subprefectura de Butantã
La subprefectura de Butantã es una de las 32 subprefecturas de la ciudad de São Paulo, siendo regida por la Ley Nº 13,999 del 1 de agosto del 2002.
Está conformada por cinco distritos: Butantã, Morumbi, Vila Sônia, Raposo Tavares y Rio Pequeno que sumados representan un área de 56.1 kilómetros cuadrados y una población aproximada de 428,000 habitantes.